# Tecnica Group
Tecnica Group er en italiensk producent af vintersportsudstyr og fodtøj. Virksomheden blev etableret i 1960 i Giavera del Montello, Treviso. Tecnica Groups mærker inkluderer Blizzard, Lowa, Moon Boot, Nordica, Rollerblade, og Tecnica.